# 藍鈺
藍鈺（1859年—1942年），字石如，晚號蟄廬，書房號負笈硯齋，江西省瑞州府高安縣藍坊村人，清朝政治人物、進士出身。
光緒十八年（1892年），参加光緒壬辰科殿試，登進士二甲70名。同年五月，改翰林院庶吉士。